# Сали-де-Беарн
Сали́-де-Беа́рн (фр. Salies-de-Béarn) — коммуна во Франции, находится в регионе Аквитания. Департамент — Атлантические Пиренеи. Административный центр кантона Ортез и Тер-де-Гав и дю Сель. Округ коммуны — По.
Код INSEE коммуны — 64499.

## География

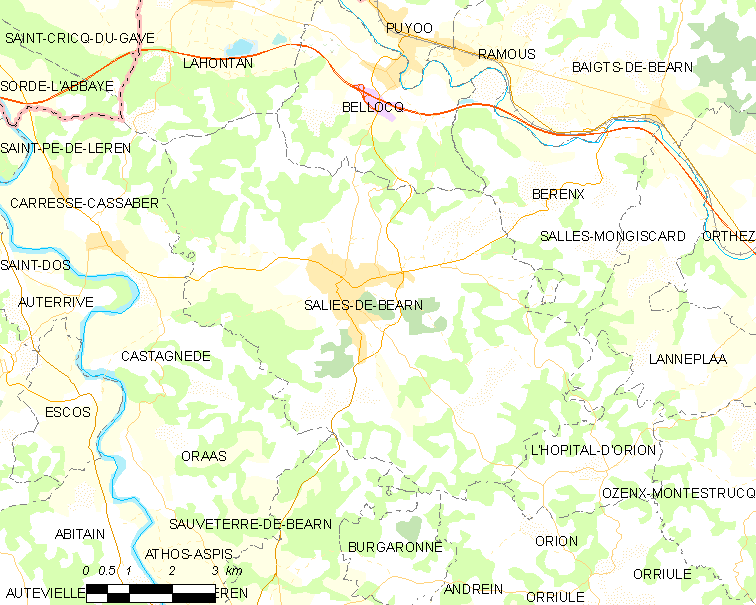
Карта коммуны

Коммуна расположена приблизительно в 650 км к югу от Парижа, в 155 км южнее Бордо, в 50 км к северо-западу от По.
По территории коммуны протекает река Сале.

### Климат
Климат тёплый океанический. Зима мягкая, средняя температура января — от +5°С до +13°С, температуры ниже −10 °C бывают редко. Снег выпадает около 15 дней в году с ноября по апрель. Максимальная температура летом порядка 20-30 °C, выше 35 °C бывает очень редко. Количество осадков высокое, порядка 1100 мм в год. Характерна безветренная погода, сильные ветры очень редки.

## Население
Население коммуны на 2010 год составляло 5020 человек.
| 1962 | 1968 | 1975 | 1982 | 1990 | 1999 | 2010 |
| ---- | ---- | ---- | ---- | ---- | ---- | ---- |
| 5535 | 5582 | 5355 | 4957 | 4974 | 4770 | 5020 |

## Администрация
| Период | Период | Фамилия             | Партия                    | Примечания |
| ------ | ------ | ------------------- | ------------------------- | ---------- |
| 1983   | 1989   | Жан Лакаррер        |                           |            |
| 1989   | 2008   | Люсьен Бас-Каталина | Союз за народное движение |            |
| 2008   | 2020   | Клод Сер-Кузине     | Социалистическая партия   |            |

## Экономика
В 2010 году среди 2890 человек трудоспособного возраста (15-64 лет) 2033 были экономически активными, 857 — неактивными (показатель активности — 70,3 %, в 1999 году было 67,6 %). Из 2033 активных жителей работали 1844 человека (964 мужчины и 880 женщин), безработных было 189 (72 мужчины и 117 женщин). Среди 857 неактивных 180 человек были учениками или студентами, 409 — пенсионерами, 268 были неактивными по другим причинам.

## Достопримечательности
- Церковь Св. Викентия (XV век). Исторический памятник с 1925 года[4]
- Руины замка Сен-Пе (). Исторический памятник с 1937 года[5]
- Особняк Кустале-де-Ларрок, или павильон Людовика XV (XVIII век). Исторический памятник с 1995 года[6]
- Отель «Бельвю» (1891 год). Исторический памятник с 1995 года[7]
- Эстрада в общественном саду (1894 год). Исторический памятник с 1996 года[8]
- Казино (1930 год). Исторический памятник с 1995 года[9]

Во второй половине 1900-х годов здесь проводили лето княгиня Мария Тенишева и её подруга Екатерина Святополк-Четверитинская — несмотря на то, что Сали-де-Беарн «почти в двух шагах от Испании», Тенишевой своей природой, долинами и видом лесов он напоминал родную Смоленскую губернию.

## Города-побратимы
- Сабу (Буркина-Фасо)
- Ба-сюр-Мер (Франция)

## Фотогалерея

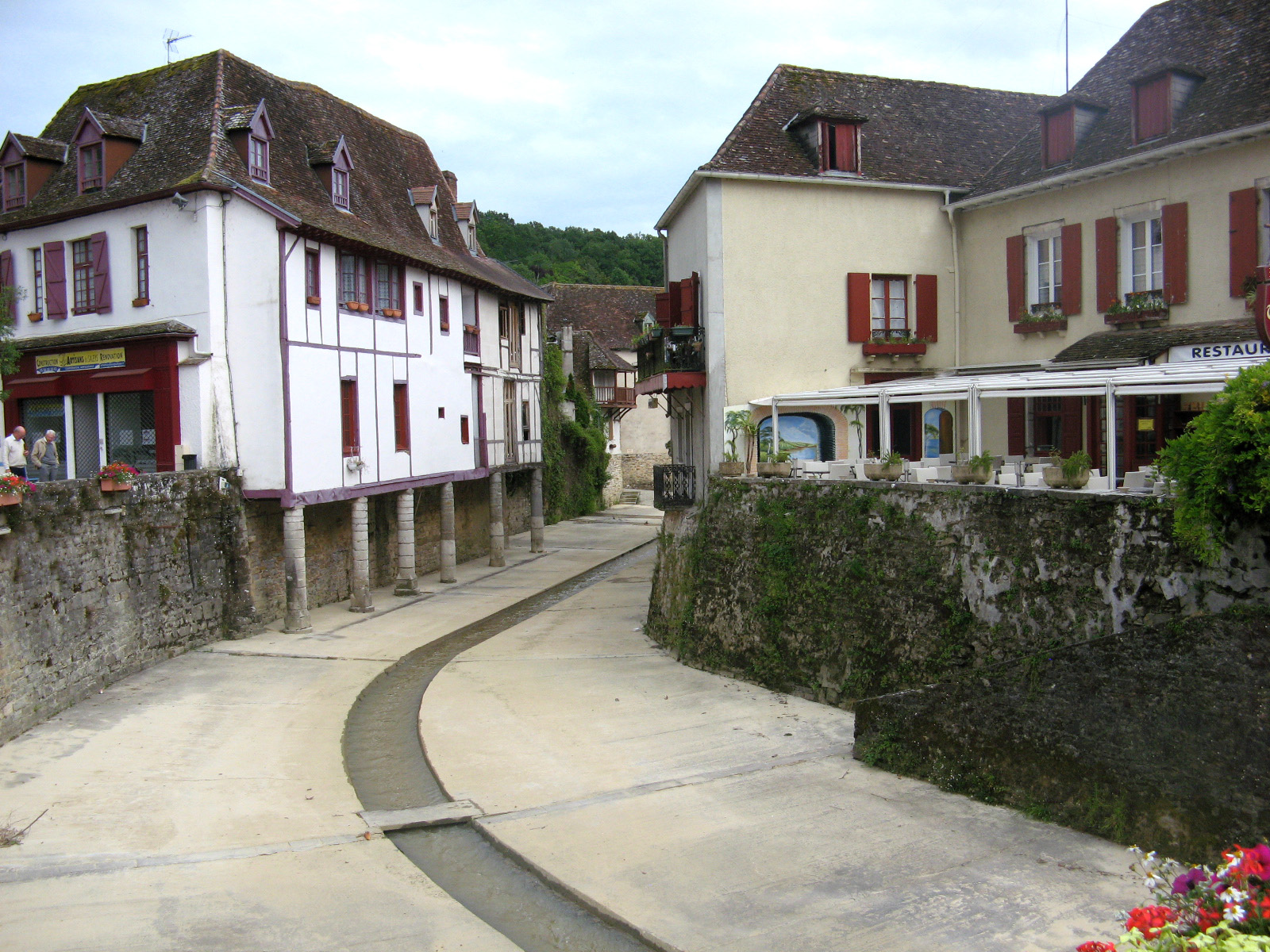
Сали-де-Беарн
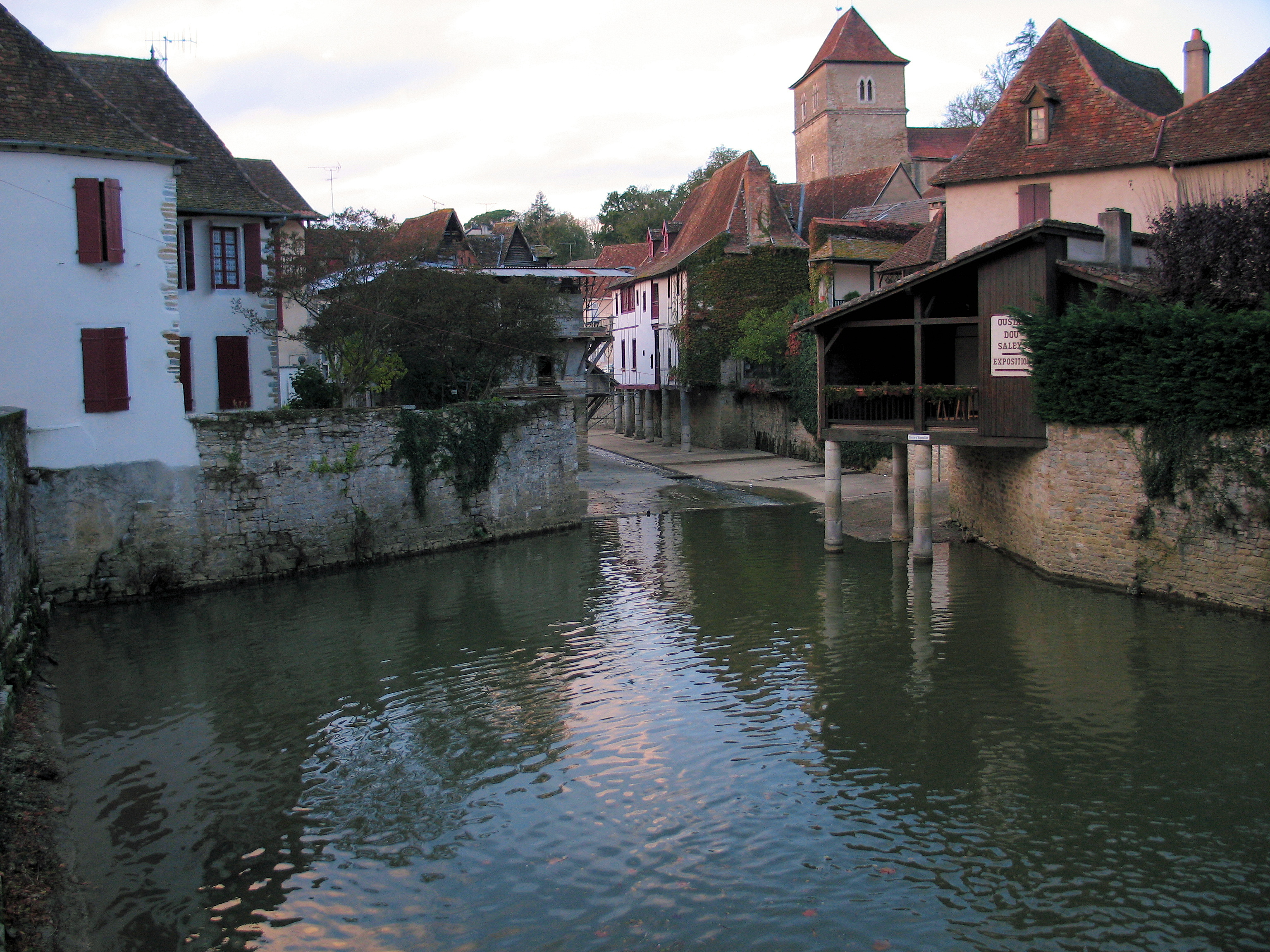
Центр Сали-де-Беарн
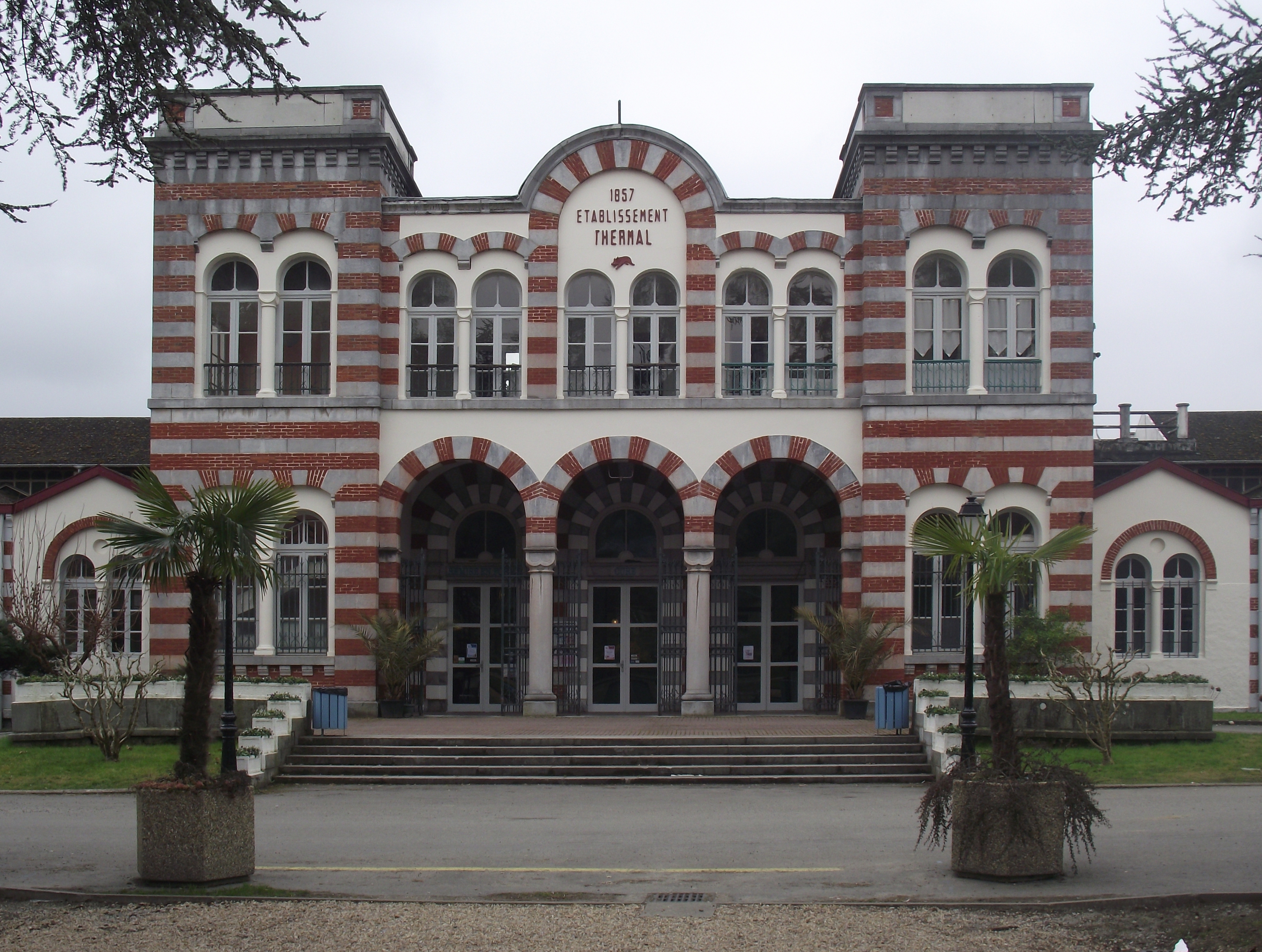
Термы
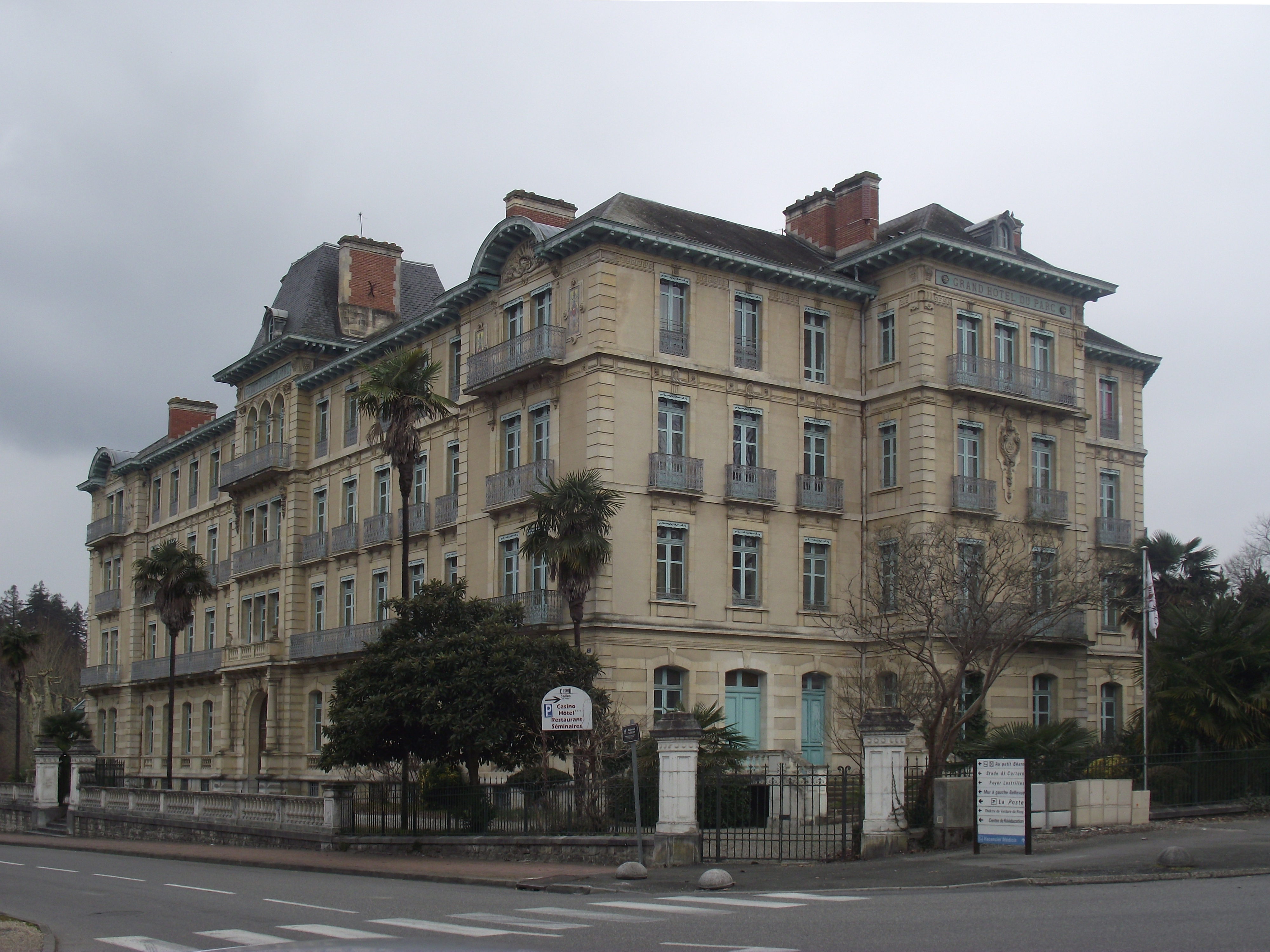
Казино и отель
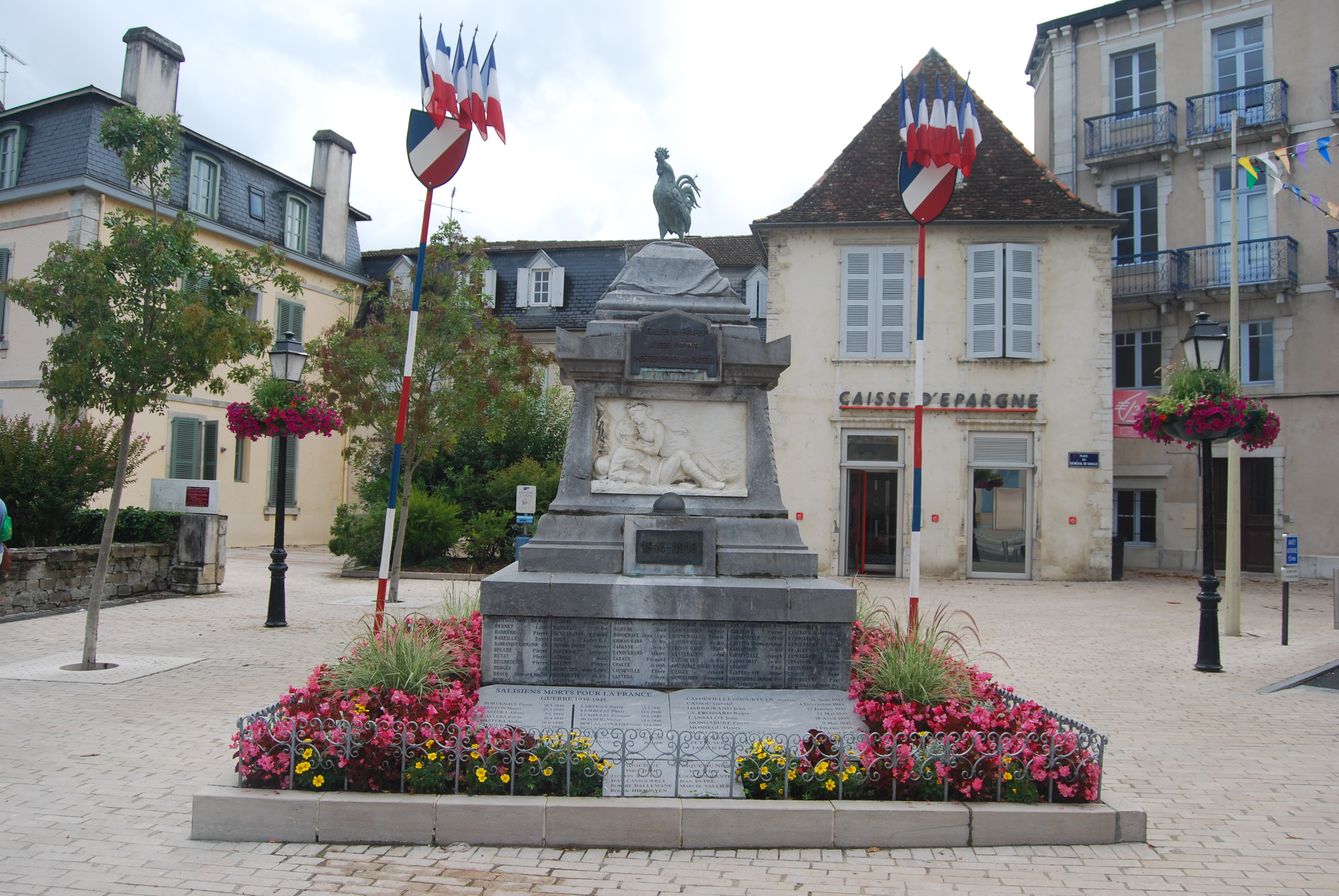
Военный мемориал